# Herrschaft Dagstuhl
Die Herrschaft Dagstuhl (auch Dachstuhl geschrieben) war ein reichsunmittelbares Territorium des Heiligen Römischen Reichs Deutscher Nation. Sie war mit Sitz und Stimme auf den Oberrheinischen Kreistagen vertreten, wo sie durch den Senior des Hauses Fleckenstein-Dagstuhl vertreten wurde.

## Entstehung
Das Gebiet der späteren Herrschaft Dagstuhl kam durch eine Schenkung Karls des Großen 802 an das Erzbistum Trier. Im Streit zwischen den Herzögen von Lothringen und dem Erzbistum konnte es sich weitgehend verselbständigen. 1270 wurde erstmals ein Ritter Boemund aus der Familie der Edelherren von Saarbrücken erwähnt, der sich auch „von Dagstuhl“ nannte. Er war trierischer Burggraf von Grimburg und erbaute die Burg Dagstuhl. Sie lag im heutigen Gebiet der Stadt Wadern im Saarland. Während die Burg ein trierisches Lehen war, war die übrige Herrschaft allodialer Besitz und reichsunmittelbar.
Die Nachkommen des Ritters Boemund starben 1375 in der männlichen Linie aus. Die Herrschaft wurde deshalb unter den Erbtöchtern aufgeteilt und gelangte so zu je einem Viertel an die Familien der von Flersheim, von Rollingen, von Kriechingen und von Fleckenstein. Die Herrschaft Dagstuhl befand sich ungeteilt im Besitz dieser Ganerben.

## Territorium
Die Herrschaft war in vier Hochgerichtsbezirke gegliedert:
- Hochgericht Wadern
  - Bardenbach
  - Dagstuhl
  - Gehweiler
  - Niederlöstern
  - Noswendel mit Batschweiler und Noswendelroth
  - Oberlöstern
  - Obermorscholz
  - Unterthailen
  - Wadern
  - Wedern
- Hochgericht Schwarzenberg
  - Dorf
  - Eiweiler (Ober- und Niederdorf)
  - Krettnich
  - Lockweiler
  - Mettnich
  - Mühlfeld
  - Überroth
  - Weierweiler
- Hochgericht Primsweiler
  - Primsweiler
- Hochgericht Neunkirchen
  - Neunkirchen
  - Selbach
  - Gonnesweiler (Teil)

## Abgaben an das Reich
In der Reichsmatrikel war die Herrschaft Dagstuhl seit 1559 veranlagt mit einem Mann zu Ross und einem zu Fuß oder 16 Gulden. Zum Unterhalt des Reichskammergerichts trugen die Besitzer von Dagstuhl halbjährlich 10 Reichsthaler 73 Kreuzer bei (1719).

## Historische Entwicklung
Die Herren von Fleckenstein haben wegen ihres Anteils an Dagstuhl an den Reichstagen von 1551, 1559, 1566 und 1594 teilgenommen. Seit 1600 ist eine kurtrierische Oberhoheit nachgewiesen.
Zwischen 1616 und 1625 erwarb die Familie von Sötern in mehreren Schritten die Anteile der Ganerben, zuletzt das des letzten männlichen Mitglieds der Familie Fleckenstein-Dagstuhl, Georg II. Der 1623 zum Erzbischof und Kurfürsten des Erzstifts Trier gewählte Philipp Christoph von Sötern konnte als Lehnsherr seinen Familienangehörigen 1634 die Zustimmung dazu geben, dass aus der Herrschaft ein Fideikommiss seiner Familie gebildet wurde.
In den Jahren 1690 bis 1697 fiel dieser Fideikommiss durch Heirat und Erbgang an die Grafen von Oettingen-Baldern. Dieser Zweig der Familie nannte sich dann von Oettingen und Sötern. Der letzte Graf, Josef Anton von Öttingen-Sötern starb 1778. Das Erbe der nach den Hausgesetzen erbberechtigten Fürsten von Oettingen-Wallerstein wurde aber von einer Verwandten des letzten Grafen von Öttingen-Sötern, der Gräfin Colloredo, bestritten. Es kam zu einem Prozess vor dem kaiserlichen Reichshofrat. Die den Fürsten von Oettingen-Wallerstein günstigen Entscheidungen des Reichshofrats ergingen erst 1791 und 1799. Inzwischen war Dagstuhl 1793 im Zuge des Ersten Koalitionskriegs vom revolutionären Frankreich besetzt worden und ging dem Deutschen Reich 1801 durch den Frieden von Lunéville an Frankreich verloren.
Die Linie Oettingen-Wallerstein erhielt im Reichsdeputationshauptschluss 1803 ehemaliges Kirchengut in Bayern als Entschädigung für ihre an Dagstuhl verloren gegangenen Rechte. Infolge des Wiener Kongresses fiel das Gebiet der Herrschaft Dagstuhl 1815 als Teil der späteren Rheinprovinz an Preußen. 1947 wurde es Teil des Saarlands.